# Rezin
Rezin, Rezon of Rhianu was een koning van Aram-Damascus.
Hij viel Juda aan onder koning Achaz, maar hij werd teruggedreven en gedood door Tiglat-Pileser.